# Notmark Sogn
Notmark Sogn (Sønderjysk bzw. Alsisk: Nodmarg) ist eine Kirchspielsgemeinde (dänisch Sogn)  in Nordschleswig im südlichen Dänemark. Bis 1970 gehörte sie zur Harde Als Sønder Herred im damaligen Aabenraa-Sønderborg Amt, danach zur Augustenborg Kommune im damaligen Sønderjyllands Amt, die im Zuge der Kommunalreform zum 1. Januar 2007 in der „neuen“  Sønderborg Kommune in der Region Syddanmark aufgegangen ist.
Im Kirchspiel leben 1492 Einwohner, davon 801 in Fynshav (Stand:1. Januar 2023).